# سمیره البیطار
سمیره البیطار (زادهٔ ۲۱ فوریهٔ ۱۹۹۰) شناگر اهل بحرین است.